# Football-Club Bex
Il Football Club Bex è una società di calcio svizzera della città di Bex. La sua fondazione risale al 1º luglio 1902. Nella stagione 1985-1986 avvenne la fusione con il F.C. Unistars 77.
Attualmente milita nella Seconda Lega interregionale.

## Cronistoria
- 1902 - 1996: ?
- 1996 - 2008: 1ª Lega
- 2008 - : Seconda Lega interregionale

## Presidenti
| - 1902 - Walter Bähler - 1920 - Jean Pichard - 1925 - 1927 Constant Bucher - 1927 - 1927 Emile Fleuti - 1927 - 1928 Paul Marx - 1928 - 1928 Marius Montangero - 1928 - 1929 Constant Bucher - 1929 - 1929 Joseph Dupont - 1929 - 1933 Paul Marx - 1933 - 1937 Boris Vassaux - 1937 - 1938 Frédéric Bender - 1938 - 1941 Marcel Gyger - 1941 - 1943 Bernard Felli - 1943 - 1950 Charles Sollberger - 1950 - 1951 Bernard Felli | - 1951 - 1963 Joseph Dupont - 1963 - 1965 Alfred Rod - 1965 - 1966 Daniel Bochud - 1966 - 1969 Edmond Cherix - 1969 - 1971 Even Gabriel - 1971 - 1974 Pierre Deleury - 1974 - 1976 Jean-Pierre Croset - 1976 - 1979 Rolf Faiglé - 1979 - 1990 Louis Max - 1990 - 1992 Serge Bordogna - 1992 - 1999 Pierre Deleury - 1999 - 2000 Detlev Doll - 2000 - 2007 Pierre Ruggiero - 2007 - Vincenzo Antonelli |